# چهار (روستا)
چهار (به ترکی آذربایجانی: Çahar) یک منطقهٔ مسکونی در جمهوری آذربایجان است که در شهرستان ایمیشلی واقع شده‌است. چهار ۱٬۱۵۶ نفر جمعیت دارد.